# 바흐람 코빈

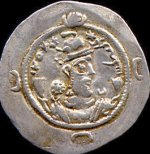
바흐람 6세의 동전

바흐람 추빈(페르시아어: بهرام چوبین, 영어: Chubin, Chobina, ? - 591년) 또는 바흐람 6세(영어:Bahram VI)는 사산 왕조 페르시아 제국의 장군이자 샤이다.

## 생애
바흐람 추빈은 페르시아의 7 귀족 중 미흐란 가(House of Mihran)의 출생으로, 호르미즈드 4세의 치세엔 장군으로 활약하여 돌궐이나 비잔틴 등과의 싸움에서 전공을 세웠다. 그러나 평소 바흐람 추빈의 명성을 질투하던 호르미즈드 4세는 바흐람 추빈이 비잔틴의 로마누스 장군에게 패배한 것을 빌미로, 여성의 옷 한 벌을 보내 바흐람 추빈을 조롱하였다. 하지만 바흐람 추빈은 공격적인 글을 써 보내 호르미즈드 4세를 분노하게 만들었다. 결국 호르미즈드 4세는 바흐람 추빈을 체포하려 하였으나, 그를 체포하기 위해 파견된 병사들은 배반하여 바흐람 추빈의 편으로 돌아섰다. 그 후 바흐람 추빈은 호르미즈드 4세를 폐위시키기 위해 그의 군대를 크테시폰으로 진격하였다. 하지만 호르미즈드 4세는 내분에 의해 살해당하고 호스로 2세가 제위에 올랐다. 그러나 곧 호스로 2세는 바흐람 추빈의 군대를 피해 로마로 망명하였으며, 페르시아에선 바흐람 추빈이 바흐람 6세로 집권하였다.
그 후 호스로 2세와 같이 로마로 망명했던 삼촌 빈도이(Bindoy)는 비잔틴의 황제 마우리키우스의 지원을 받아 7만의 군대를 페르시아로 보냈다. 그리고 아르메니아와 협공하였으며, 바흐람 6세는 크테시폰을 잃고 아제르바이잔으로 퇴각하였다. 하지만 바흐람 6세는 그 곳에서도 패배하고, 중앙 아시아의 투르크로 망명하였으나 머지않아 암살당했다.

## 영향
- 페르시아 문학에는 영웅의 표본으로서 바흐람 추빈에 대한 많은 우화가 있다. 피르다우시의 《샤나메》[1] 중에 "Hurmuzd, Son of Nushirwan" 이나 "Khusrau Parviz"와 같은 부분에서 바흐람 추빈을 Hurmuzd나 그의 아들로서 다루고 있다. 또한 샤나메에선 바흐람 추빈의 여동생인 Gordiyeh가 그의 아내로 등장한다.
- 사산 왕조가 아랍 제국에 의해 멸망하고, 그 후 이란의 역사에서 최초로 독립하는 사만 왕조는 바흐람 추빈의 자손들이기도 하다.[2]

## 참조
- 'The Civilizations of the Ancient Near East' by George Rawlinson, Project Gutenberg
- Cited by Richard Frye 보관됨 2006-09-02 - 웨이백 머신